# Operacja Most (Wildhorn)
Operacja Most (bryt. krypt. Wildhorn) –  operacje lotnicze lotów dwustronnych (z lądowaniem), zorganizowane w 1944 przez Oddział VI (Specjalny) Sztabu Naczelnego Wodza przy współpracy ze Special Operations Executive (SOE), z lotniska Campo Casale pod Brindisi (Włochy) do okupowanej Polski z lądowaniem na polowych lotniskach, ochranianych przez oddziały Armii Krajowej. Za organizację przerzutów lotniczych do Polski (w tym operacji Most) odpowiadał od początku mjr dypl. Jan Jaźwiński, oficer wywiadu w Oddziale VI (Specjalnym) Sztabu Naczelnego Wodza, początkowo jako szef Samodzielnego Referatu "S" (później Wydziału "S") w tym Oddziale, od stycznia do 1 września 1944 komendant Głównej Bazy Przerzutowej (kryptonim "Jutrzenka") w Latiano, 20 km. od lotniska Campo Casale pod Brindisi (Włochy).

## Przygotowania
W 1940 płk Stefan Rowecki wysunął postulat lotów dwustronnych, które w jego ocenie miały być podstawowym sposobem łączności Sztabu Naczelnego Wodza z okupowaną Polską. W 1942 proponował użycie wodnosamolotów lądujących na polskich jeziorach, a także przylotu ze Szwecji lekkich samolotów pasażerskich z lądowaniem na polach dworskich w Polsce .
Początkowo opinia Brytyjskiego Komitetu Szefów Sztabu była negatywna, przekazano ją z Londynu do Komendy Głównej AK w kraju, w depeszy 5256 – Jedyny typ samolotu z wystarczającym zasięgiem do tego rodzaju zadań to Halifaxy, lecz te maszyny wymagają betonowych wybiegów o długości od 1200 do 1400 yardów. Wydaje się, że tego rodzaju wybiegów nie macie panowie do swojej dyspozycji w Polsce (…) Jedyny wodnopłat z wystarczającym zasięgiem, który mógłby wodować w Polsce, to Catalina. Samolot ten jednak ma szybkość około 100 mil/godz. i z tego powodu nie jest odpowiedni ze względu na czas i godziny nocne (…). Samolotem nadającym się do tego zadania mógłby być Lockheed Hudson, jednak zasięg jego wynosi zaledwie 500 do 600 mil”. W tym czasie alianci używali samolotów Lockheed Hudson do zwalczania niemieckich łodzi podwodnych oraz ochrony konwojów na Atlantyku .

Dakota należąca do 267 Dywizjonu RAF

Dopiero po uzyskaniu z USA nowo zaprojektowanych dwusilnikowych samolotów Douglas C-47 Skytrain, zwanych Dakota, o podstawowym zasięgu 2400 km, z możliwością zwiększenia zasięgu do 18 godzin lotu po dołączeniu dodatkowych zbiorników na paliwo, umożliwiały realizację zadania. Dodatkowo od 15 kwietnia 1943 rozpoczęto loty do Polski z bazy Campo Casale koło Brindisi. W linii prostej było stamtąd ok. 1300 km w okolice Warszawy. SOE rozpoczęło przygotowania operacji lotu dwustronnego z lądowaniem w Polsce. Wydano zgodę na przeprowadzenie pierwszej akcji Most pomiędzy 11 a 18 października 1943, później termin przesunięto na marzec lub kwiecień 1944. Zaplanowano 5 takich akcji – zrealizowano 3 .

## Operacja Most I (Wildhorn I)
Wieczorem w sobotę 15 kwietnia 1944 z lotniska Campo Casale koło Brindisi wystartował samolot Dakota FD-919 „I” z 267 dywizjonu RAF z brytyjsko-polską załogą pod dowództwem F/L Harroda E.J., z pilotem F/L Bolesławem Koprowskim z polskiej 1586 Eskadry Specjalnego Przeznaczenia oraz z nawigatorem – P/O Wells J.A. i radiotelegrafistą – P/O N. Wilcock.
Samolot nadlatywał na placówkę odbiorczą pięć razy, o godz. 00.40 wylądował na polu koniczyny, będącym polowym lotniskiem „Bąk” (położenie: N51°11′ E22°22′), w okolicach miejscowości Matczyn, 35 km od Lublina. Samolotem przylecieli dwaj cichociemni: rtm. Narcyz Łopianowski ps. Sarna oraz ppor. Tomasz Kostuch ps. Bryła (ekipa skoczków nr XLIII). Wraz ze cichociemnymi przerzucono na potrzeby AK dwie walizki z pocztą, dolarami w banknotach, blankietami kennkart, aparatem filmowym oraz filmami.
Piętnaście minut później o godz. 00.55 samolot wystartował w drogę powrotną. Z okupowanej Polski odlecieli do Londynu: gen Stanisław Tatar ps. Turski, ppłk Marian Dorotycz-Malewicz ps. Roch, por. Andrzej Pomian ps. Dowmuntt, wysłannik Delegata Rządu Zygmunt Berezowski oraz przedstawiciel Stronnictwa Ludowego Stanisław Ołtarzewski. Do Anglii zabrano m.in. sztandar dla 1. Samodzielnej Brygady Spadochronowej przygotowany staraniem Zofii Kossak-Szczuckiej i Marii Kann.
Podczas lotu w obie strony, w rejonie Budapesztu samolot ostrzelała artyleria przeciwlotnicza. Do bazy we Włoszech wrócili szczęśliwie w niedzielę 16 kwietnia 1944, po locie trwającym 10 godzin 13 minut .

## Operacja Most II (Wildhorn II)

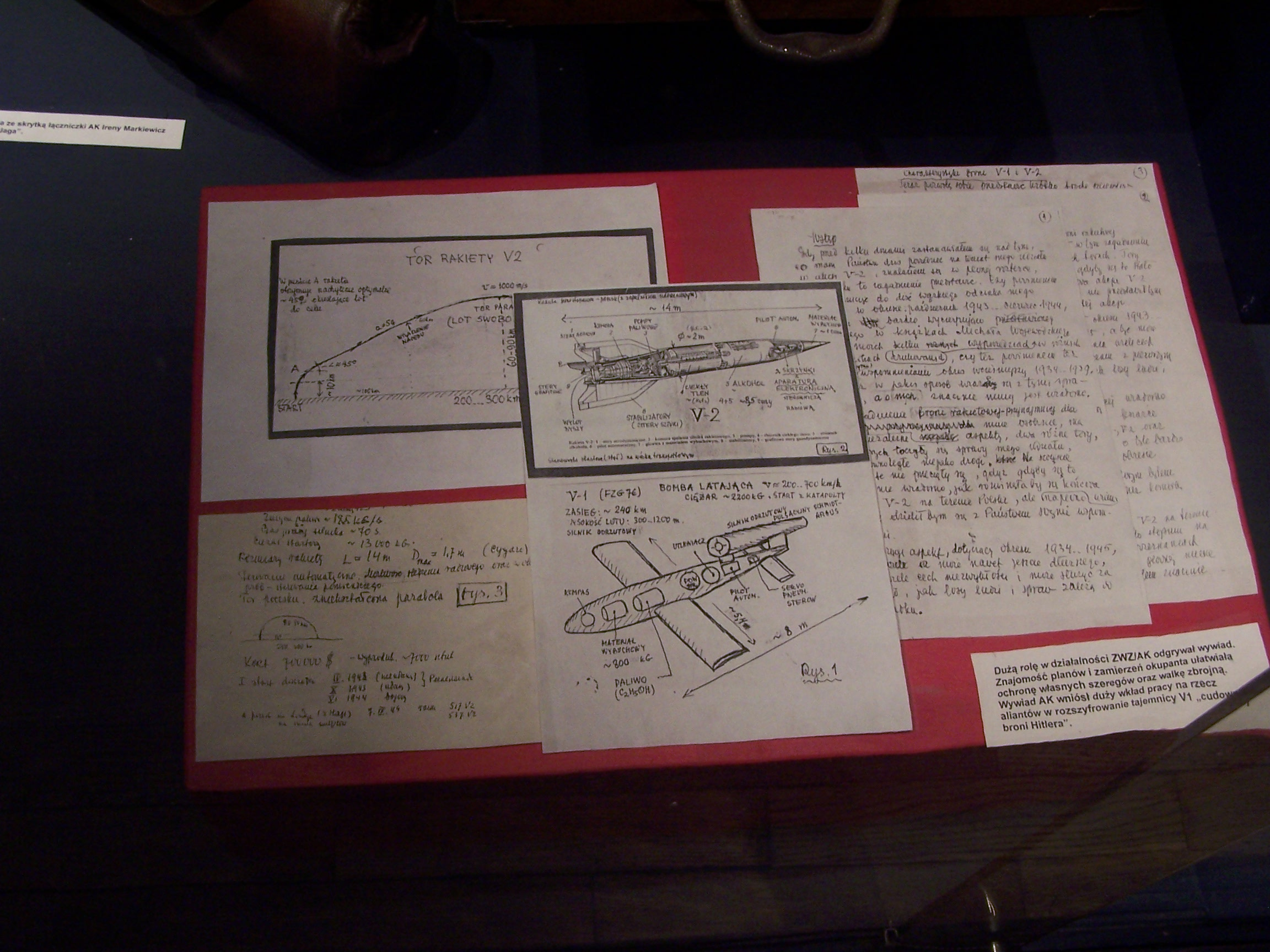
Schematy rakiet V1 i V2 z raportu AK

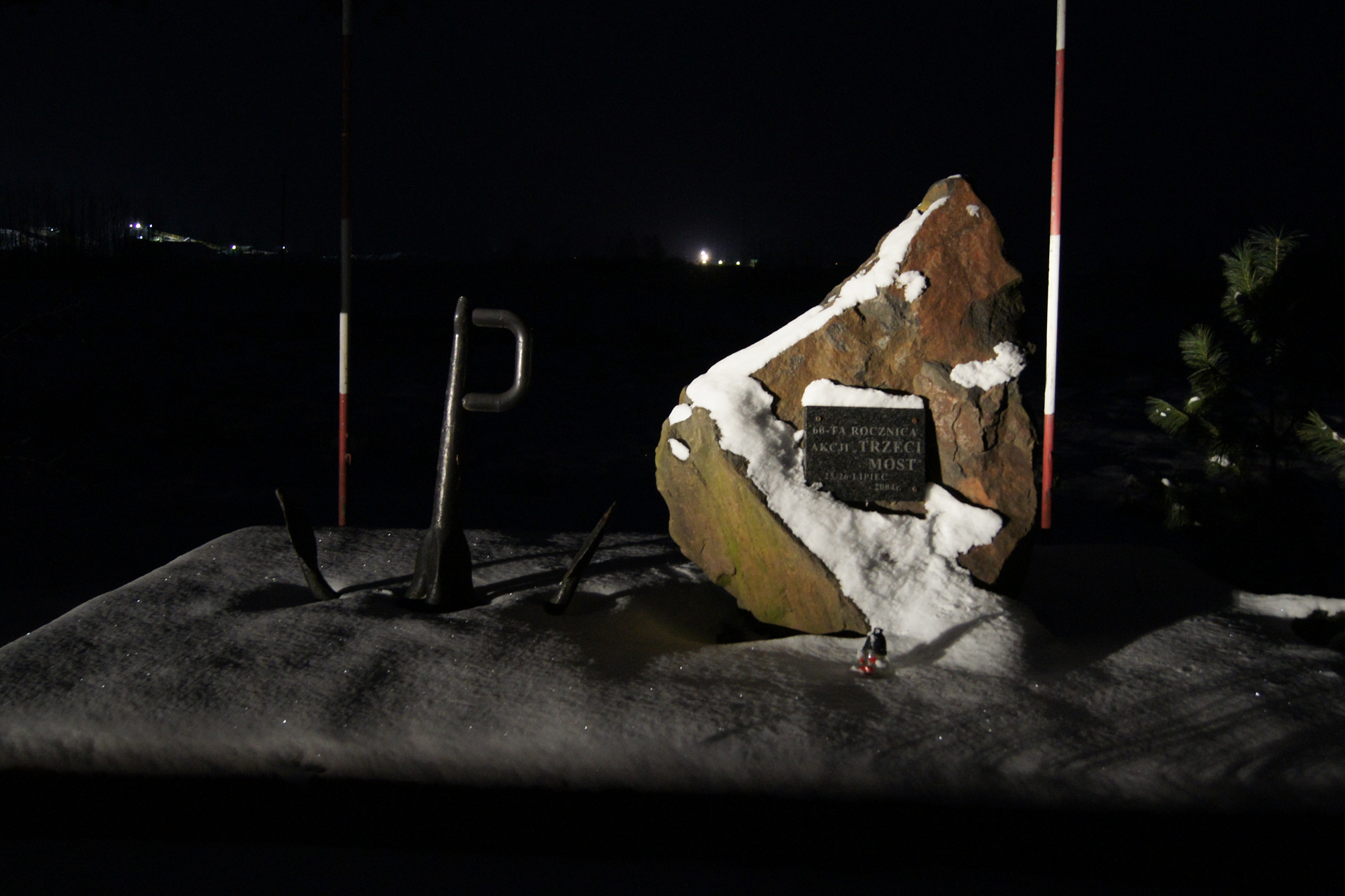
Pomnik we wsi Wał-Ruda z okazji 60-lecia akcji „Most III”

Operacja Most II rozpoczęła się w poniedziałek 29 maja 1944, gdy z lotniska Campo Casale wystartował samolot Dakota KG-477 „V” z polskiej 1586 Eskadry Specjalnego Przeznaczenia, z załogą w składzie: piloci – F/L Michał Goszczyński, F/S Józef Bielicki, nawigator – F/O Władysław Krywda, radiotelegrafista – F/S Stanisław Karabanik, mechanik pokładowy – F/S Jerzy Neciuk, strzelec – W/O Zygmunt Skopiński, F/S Leon Basaj, despatcher – W/O Romuald Małachowski. Samolot miał zamontowane dodatkowe cztery zbiorniki na paliwo, co umożliwiało ok. 14 godzin lotu.
Po starcie, do zapadnięcia zmroku, Dakotę eskortowały dwa Liberatory B-24 z polskimi załogami (kpt. Michała Goszczyńskiego i kpt. Zbigniewa Szostaka). W rejonie Jugosławii wszystkie trzy samoloty zostały ostrzelane przez lekką artylerię przeciwlotniczą.
O godz. 00.07 samolot wylądował na łące porośniętej trawą do kolan, będącej polowym lądowiskiem „Motyl”, w okolicach wsi Wał – Ruda, 18 km od Tarnowa, nad rzeczką Kisieliną (położenie: N50°08′ E20°47′). Samolotem przylecieli dwaj cichociemni: gen. dyw. Tadeusz Kossakowski ps. Krystynek oraz mjr Romuald Bielski ps. Bej (ekipa skoczków nr LV). Razem ze cichociemnymi przywieziono 964 funty (437 kg) zaopatrzenia dla AK.
Po trwającym 7 minut rozładunku i załadunku samolot wystartował w drogę powrotną. Z okupowanej Polski odlecieli cichociemny płk Roman Rudkowski ps. Rudy, mjr Zbigniew Sujkowski ps. Wyga oraz emisariusz Stronnictwa Ludowego Jan Domański ps. Bartnicki. Samolot powrócił szczęśliwie do bazy we Włoszech o godz. 04.08, po locie trwającym 8 godzin 33 minuty .

## Operacja Most III (Wildhorn III)
Trzecia operacja "Most" została przeprowadzona nocą z 25 na 26 lipca 1944. Samolot Dakota (KG-477 „V”) z polsko-brytyjską załogą 267 dywizjonu RAF: pierwszy pilot – F/Lt George Culliford, drugi pilot – por. Kazimierz Szrajer z 1586 Eskadry Specjalnego Przeznaczenia, nawigator – F/Lt J.P. Williams i radiooperator – F/Sgt J. Appelby, wystartował z lotniska Campo Casale o godzinie 19:28. Do zapadnięcia zmroku Dakota była eskortowana przez Liberatora B-24 KG-827 „U” z 1586 eskadry, pilotowanego przez Bolesława Koprowskiego. Drugi wyznaczony do eskorty B-24 nie wystartował z powodów technicznych . Dakota 23 minuty po północy wylądowała, po drugim podejściu, na tym samym co w poprzedniej operacji Most II, lądowisku „Motyl”. Dowódcą ochrony lądowiska był kapitan Władysław Kabat ps. „Brzechwa”, jego zastępcą pchor. Zdzisław Baszak  ps. „Pirat”. Operację zabezpieczał oddział AK „Urban”.
Przylecieli cichociemni: por. Kazimierz Bilski ps. „Rum”, pchor. Jan Nowak ps. „Zych”, pchor. Leszek Starzyński ps. „Malewa” i mjr Bogusław Wolniak ps. „Mięta”. Przywieziono też czternaście walizek oraz pięć paczek — łącznie ważących 970 funtów. Do odlotu byli przygotowani: Józef Retinger, Tomasz Arciszewski ps. „Stanisław”, Tadeusz Chciuk-Celt ps. Celt oraz Czesław Miciński. Planowanym pasażerem był też Antoni Kocjan (były więzień Auschwitz-Birkenau, nr obozowy 4267), ale z powodu aresztowania przez Gestapo zastąpił go Jerzy Chmielewski ps. Rafał, także były więzień Auschwitz-Birkenau. Miał on zadanie osobistego dostarczenia do Londynu siedem najważniejszych części rakiety V2, w tym żyrokompas elektromagnetyczny, zdobyty 20 maja 1944 w okolicach wsi Sarnaki oraz 30 stron raportu wywiadu AK - „Meldunku specjalnego 1/R nr 242. Pociski rakietowe”, także ekspertyzy opracowane przez prof. Janusza Groszkowskiego, prof. Marcelego Struszyńskiego oraz inż. Antoniego Kocjana.
Osobą, której powierzono przewóz części rakiety na prowizoryczne lotnisko, był Jan Lechowicz. Jan był mieszkańcem Przybysławic, gdzie urodził się w 1907 roku. Mieszkał tam z żoną Marią Lechowicz (z domu Kusior) i dwójką dzieci, Adamem Lechowiczem i Marią Kostrzewą. Informacje te uzyskał bezpośrednio od członków rodziny za pośrednictwem drzew genealogicznych. Części rakiety V-2 zostały ukryte w stodołach we wsi, podczas oczekiwania na lądowanie samolotu Dakota w celu odbioru. Janowi powierzono zadanie pilnowania stodół, w których przechowywano części rakiety.Rakieta została początkowo przetransportowana do Przybysławic samochodem. Jednak przewóz części rakiety na lotnisko odbywał się przy pomocy wozu ciągniętego przez konie. Załączone zdjęcie zostało dostarczone przez członków rodziny Jana Lechowicza. Pomogło to zachować tajemnicę podczas transportu części rakiety do samolotu Dakota.Przedmioty zostały ukryte w wozie w sianie. W drodze ze stodół na lotnisko Jan Lechowicz został wyprzedzony przez niemieckich nazistów jadących samochodem. Naziści zatrzymali się na poboczu drogi, a następnie wysiedli z pojazdu. Jan miał dużo szczęścia, ponieważ niemieccy naziści nie przejmowali się tym, co jest przewożone ani tym, jak to transportuje, i ostatecznie udało mu się pomyślnie przetransportować części rakiety i inny ładunek na prowizoryczne lotnisko.
Podczas startu samolotu do lotu powrotnego pojawiły się trudności. Koła ugrzęzły w wilgotnym gruncie. Próby ruszenia maszyną, nawet po jej rozładowaniu, zakończyły się niepowodzeniem. Rozważano zniszczenie samolotu, ale jeszcze usunięto darń blokującą podwozie, podłożono pod koła deski i ponownie wrzucono ładunek. Pilot po 65 min. przy czwartej próbie wystartował. W trakcie prób uwolnienia samolotu uszkodzono przewody hydrauliczne, dlatego po starcie załoga nie mogła wciągnąć podwozia. Zbiornik hydrauliczny wypełniono herbatą z termosów oraz innymi płynami, co pozwoliło schować podwozie podczas przelotu nad Tatrami. Uszkodził się też system automatycznego pilota i piloci musieli na zmianę trzymać stery . W Campo Casale samolot wylądował o 5:43 bez hamulców. Operacja, łącznie z pobytem na ziemi w Polsce, trwała 10 godzin i 15 minut . 28 lipca 1944 samolot z częściami rakiety wylądował na lotnisku RAF Hendon.
Nowozelandzki pierwszy pilot, George Culliford, został za tę misję odznaczony Orderem Virtuti Militari. Michał Kasza z Niwisk, komendant gminny Batalionów Chłopskich, który zebrał i dostarczył 13 części rakiety, w tym jedną o specjalnym przeznaczeniu, otrzymał podziękowanie od Komendy Głównej Armii Krajowej

## Operacja Most IV (Wildhorn IV)
Operację Most IV miała zostać przeprowadzona pod koniec września 1944. Początkowo planowano wykorzystanie lądowiska „Giez” (kieleckie, 11 km na południowy wschód od Secemina) lub „Komar” (kieleckie, 1 km od Secemina), później wybrano bajoro „Świetlik”, 12,5 km na południowy wschód od mostu na Pilicy w Sulejowie. Planowano przerzucenie początkowo czterech osób do Polski oraz podjęcie z Polski sześciu osób, m.in.: cichociemnego Zdzisława Jeziorańskiego ps. Zych, przedstawicieli trzech stronnictw, w tym Wincentego Witosa,  a także oficera RAF Johna Warda.15 grudnia 1944 o godz. 13.45 samolot "Dakota" wystartował z lotniska Campo Casale, z polską załogą 1586 Eskadry Specjalnego Przeznaczenia. O godz. 14.10 kodowaną depeszą zgłoszono nagłe pogorszenie pogody, samolot zawrócono w trakcie operacji. Lądowisko było obsługiwane i osłaniane przez oddziały leśne w sile ok. 2 tys. żołnierzy.
Operację próbowano powtórzyć w połowie stycznia 1945 z lądowiska koło Piotrkowa Trybunalskiego, ale rozpoczęła się już ofensywa Armii Czerwonej

## Operacja Most V
Od października 1944 planowano przeprowadzenie operacji lotniczej Most V, miała ona zostać przeprowadzona w połowie stycznia 1945, na prośbę 17 amerykańskich, 10 brytyjskich i 6 polskich lotników, którzy uratowali się po zestrzeleniu ich samolotów nad Polską. Przygotowano lądowisko "Mucha" koło Tymbarku; po lotników miały przylecieć co najmniej trzy samoloty Dakota 10 Amerykańskiej Floty Taktycznej. Ofensywa 4 Frontu Ukraińskiego Armii Czerwonej która ruszyła 12 stycznia 1945 przekreśliła sens tej akcji.